# Intuitív táplálkozás
Az intuitív táplálkozás egy adaptív étkezési mód, amely a szervezet belső, éhség-jóllakottság jelzéseire épül. Ez a szemlélet elutasítja a fogyókúrázó mentalitást, és a szigorú diétás szabályok követését. A megközelítés szerint, ha a testünk jelzéseivel összhangban étkezünk, elérhetjük a számunkra ideális testsúlyt, anélkül, hogy fogyókúrás szabályokkal korlátoznánk az étkezésünket.

## A kifejezés eredete
A fogalom két amerikai dietetikus, Evelyn Tribole és Elyse Resch nevéhez fűződik, akik 1995-ben megírták az Intuitive Eating című könyvet, melynek azóta már a harmadik kiadása is megjelent. A két szakembert az a felismerés indította el egy új megközelítés keresésében, hogy felismerték: a korlátozó diéták a legtöbb embernél nem eredményeznek tartós testsúlycsökkenést. Saját klienseiken figyelték meg, hogy kezdetben ugyan könnyedén le tudtak adni jó néhány kilót, de később a legtöbben legalább ugyanannyit, vagy még többet vissza is híztak. Ez pedig nemcsak fizikai, de lelki síkon is károsította az egészségi állapotukat. Ez a megfigyelés indította arra a két dietetikust, hogy kifejlesszenek egy olyan módszert, amivel valóban tudnak segíteni az elhízott embereknek, hogy jobb egészségi állapotot érhessenek el - testileg és lelkileg is. Így született meg az intuitív táplálkozás irányzata, mely arra a tényre épül, hogy a szervezet képes pontosan szabályozni a megfelelő táplálékfelvételt. Amikor egy újszülött megszületik, még teljes mértékben a teste éhség-jóllakottság jelzéseire alapozza az evést. Ha éhes sírással jelzi, az édesanyja szoptatni kezdi, és amint a baba érzi, hogy jóllakott, abbahagyja az anyatej szopását. Tulajdonképpen erről szól az intuitív táplálkozás: az evést nem külső tényezőkre, hanem a szervezet jelzéseire alapozzuk.

## Jellemzői
- Feltétel nélküli engedély az evésre: egy intuitív evő nem diétás szabályok szerint étkezik. Nem korlátozza mikor, mit vagy mennyit ehet.
- Elsősorban fizikai, és nem érzelmi okból történő evés: akkor eszik, ha valódi, fizikai éhséget érez. Nem jellemző rá az érzelmi evés. Pl. az unalom, az idegesség, a magány vagy a rossz kedv nem ad okot számára az evésre.
- Támaszkodás a szervezet éhség-jóllakottság jelzéseire: egy intuitív evő a teste éhség és jóllakottság jelzéseivel összhangban étkezik. Akkor eszik, ha éhes, és annyit eszik, amennyivel kellemesem jóllakik. Ha már jóllakott, nem folytatja az evést csak azért, mert még van a tányérján, vagy csak azért, mert nagyon finom az adott étel. Ha az éhsége kielégült, befejezi az evést.
- Test-ételválasztás kongruencia: egy intuitív evő figyelembe veszi, mire van szüksége a testének. Odafigyel rá, hogy az egyes élelmiszerek milyen hatással vannak rá. Ha egy bizonyos étel elfogyasztása negatív hatásokkal jár (pl. a káposztától felpuffad), akkor azt a jövőben inkább nem fogyasztja. Ha viszont bizonyos ételektől kifejezetten jól érzi magát (pl. rostban gazdag gabonafélék), akkor azokat máskor is szívesen eszi. Nem azért, mert valaki azt mondta, hogy egye, hanem azért, mert tudja, hogy jobb az emésztése, ha ilyeneket eszik.

## Az intuitív táplálkozás fejlesztése
Az Intuitive Eating című könyvben részletesen le van írva egy 10 lépésből álló program, melynek segítségével az intuitív táplálkozás újratanulható. A 10 lépés a következő:
1. Utasítsd el a fogyókúrázó mentalitást!
2. Tartsd tiszteletben az éhséged!
3. Békülj ki az ételekkel!
4. Intézz kihívást az Étel Rendőrség felé!
5. Érezd a jóllakottságot!
6. Fedezd fel a megelégedettség tényezőt!
7. Küzdj meg az érzelmeiddel ételek nélkül!
8. Tiszteld a tested!
9. Testmozgás - Érezd a különbséget!
10. Tiszteld az egészséged!

## A téma kutatása
Az intuitív táplálkozás kérdőív segítségével felmérhető jellemző, így kutatása is lehetséges. Külföldön már számos kutatást végeztek a témában. Hazánkban az első intuitív táplálkozási felmérést Pődör-Novák Réka dietetikus végezte el. Ehhez Tracy Tylka 2006-ban publikált kérdőívének (Intuitive Eating Scale) magyar fordítását használta. 

## Összefüggések a szakirodalomból
Az alábbi tényezők pozitív kapcsolatban állnak az intuitív táplálkozással:
- Alacsonyabb testtömegindex: a magasabb intuitív táplálkozás pontszámot (továbbiakban ITP) elérő személyeknek jellemzően alacsonyabb a testtömegindexe, vagyis körükben ritkább az elhízás előfordulása.
- Összkoleszterin, LDL- és trigliceridszint: a magasabb ITP alacsonyabb vérzsír értékekkel jár együtt, ami kedvező a szív- és érrendszeri betegségek megelőzése szempontjából.
- Vérnyomás: magasabb ITP → kedvezőbb vérnyomás. Ez is a szívbetegségek megelőzését segíti.
- Inzulinérzékenység: magasabb ITP → jobb inzulinérzékenység, ami nagyszerű az egészséges szénhidrát-anyagcsere fenntartása, és a cukorbetegség megelőzése szempontjából.
- Önértékelés: a magasabb ITP kéz a kézben jár a jobb önértékeléssel.
- Optimizmus: a magasabb ITP-t elérő személyekre jellemzőbb az optimista életszemlélet.
- Test elfogadása, értékelése: aki intuitíven étkezik, jellemzően elfogadja a testét. Nem akarja folyton megváltoztatni a kinézetét, ezért fogyókúrázás helyett, inkább a szervezete jelzéseivel összhangban étkezik.
- Fizikai aktivitás: a magasabb ITP-t elérők nagyobb arányban végeznek fizikai aktivitást.
- Étrend kedvező összetétele:a magasabb ITP-t elérő embereknek jellemzően egészséges az étrendje. Bár semmit nem tiltanak el maguktól, mégsem csak „junk food”-on élnek. Táplálkozásuk jellemzője a változatosság, és mivel sokféle ételt esznek, a vitaminok és ásványi anyagok széles skáláját veszik magukhoz.
- Étkezési szokások: az intuitív evők egészséges szokásokkal is rendelkeznek. Ilyen például a rendszeres reggelizés.

Az alábbi tényezők negatív kapcsolatban állnak az intuitív táplálkozással:
- Karcsú szépségideál internalizálása: az intuitív evőket nem nagyon érdekli a média által közvetített szupervékony szépségideál. Ők elégedettek magukkal, és nem céljuk, hogy soványabbak legyenek. Valószínűleg ez menti meg őket a fogyókúrák ördögi körétől.
- Étkezési zavarok: az anorexia és bulimia nervosa kialakulásának egyik bizonyított kockázati tényezője a fogyókúrázás. Mivel az intuitív evők nem fogyókúráznak, az étkezési zavarok kialakulásának veszélyét is elkerülik.

## Könyv magyarul
Evelyn Tribole – Elyse Resch: Intuitív Étkezés, Ursus Libris, Budapest, 2022